# マルシン・ブルカ
マルシン・ブルカ（Marcin Bułka ポーランド語発音: [ˈmart͡ɕin ˈbuwka], 1999年10月4日 - ）は、ポーランドのマゾフシェ県プウォツク出身のプロサッカー選手。サウジ・プロ・リーグ・ネオムSC所属。ポジションはゴールキーパー。ポーランド代表。

## 経歴

### ユース
ポーランドの複数のクラブを経て、2016年夏にチェルシーFCのユースアカデミーに加入。同年9月にプロ契約を結んだが、トップチームでの試合出場はなかった。

### パリ・サンジェルマン
チェルシーとの契約満了後、2019年夏にリーグ・アンのパリ・サンジェルマンFCと2年契約を結んだ。8月30日のFCメス戦でプロデビューした。
2020-21シーズン、2020年9月10日のRCランス戦にフル出場したが、0-1で敗れた。

#### カルタヘナ
2020年9月28日にパリ・サンジェルマンと2025年までの契約延長に合意し、同時にセグンダ・ディビシオンのFCカルタヘナへ期限付き移籍した。
2021年1月、当初の予定より早く期限付き移籍を終了した。

#### シャトールー
2021年1月31日にリーグ・ドゥのLBシャトールーへ期限付き移籍した。2月2日のFCシャンブリー戦で移籍後初出場したが、同月末に右足首を痛めて離脱し、4月17日に復帰した。

### ニース
2021年8月5日にリーグ・アンのOGCニースへ期限付き移籍した。移籍後、2021-22シーズンのクープ・ドゥ・フランスでは全試合に出場した。
2022年6月1日にニースが買取オプションを行使し、完全移籍となった。

### ネオムSC
2025年7月5日、サウジアラビアのネオムSCに移籍した。移籍金の額は非公表だが、レキップによれば1500万ユーロで合意に達したとされている。

## 代表歴
2023年9月4日、UEFA EURO 2024予選に出場するポーランド代表に選出され、11月21日にラトビアとの親善試合に出場してA代表デビューした。
2024年6月7日、UEFA EURO 2024のポーランド代表に選出された。

## タイトル

### クラブ
パリ・サンジェルマン
- リーグ・アン：1回（2019-20）

### 個人
- リーグ・アン月間最優秀選手賞：1回（2023年9月）